# Municipio de San Pedro Teozacoalco
El municipio de San Pedro Teozacoalco es un municipio del estado mexicano de Oaxaca. Su cabecera es la localidad de San Pedro Teozacoalco. El municipio se encuentra localizado en la región de la Mixteca Alta. Colinda al norte y oeste con el municipio de San Mateo Sindihui, al norte con Yutanduchi de Guerrero y con el municipio de San Juan Tamazola, al sur con San Francisco Cahuacá y al oeste con San Miguel Piedras. Sus coordenadas son 17°01′N 97°17′O / 17.017, -97.283.